# Mesta starodavnega Bližnjega vzhoda
Največja mesta starodavnega Bližnjega vzhoda v bronasti dobi štejemo v tisočih. Memfis je imel v zgodnji bronasti dobi okoli 30.000 prebivalci in je bil največje mesto v tistem času. Ur v srednji bronasti dobi ocenjujejo, da je imel okoli 65.000 prebivalcev; Babilon v pozni bronasti dobi podobno – imel naj bi 50–60.000 prebivalcev, medtem ko so jih imele Ninive okoli 20–30.000 in dosegle 100.000 samo v železni dobi (okoli 700 pred našim štetjem).
KI je bil sumerski izraz za mesto ali mestno državico. V akadščini in hetitskem pravopisu, URU postane odločilen znak, ki označuje mesto, ali pa v kombinaciji s KUR "zemljišče" kraljestva ali ozemlje, ki ga mesto nadzira, npr. LUGAL KUR URU Ha-at-ti "kraljeva država (mesto) Hetitov.

## Mezopotamija

### Spodnja Mezopotamija
(razvrščeni od severa proti jugu)
- Ešnuna (Tell)
- Diniktum
- Dur-Kurigalzu
- Tutub (Khafajah)
- Der (Tell Aqar, Durum?)
- Sipar (Tell Abu Habbah)
- Sipar-Amnanum (Tell ed-Der)
- Kuta (Tell Ibrahim)
- Džemdet Nasr (NI.RU)
- Kiš (Sumerija) (Tell Uheimir & Ingharra)
- Babilon (Babylon)
- Borsipa (Birs Nimrud)
- Maškan-šapir (Tell Abu Duwari)
- Dilbat (Tell ed-Duleim)
- Nipur (Afak)
- Marad (Tell Wannat es-Sadum)
- Adab (Tell Bismaya)
- Isin (Ishan al-Bahriyat)
- Kisura (Tell Abu Hatab)
- Šurupak (Tell Fara)
- Bad-tibira (Tell al-Madineh?)
- Zabalam (Tell Ibzeikh)
- Uma (Tell Jokha)
- Girsu (Tello or Telloh)
- Lagaš (Tell al-Hiba)
- Urum (Tell Uqair)
- Uruk (Warka)
- Larsa (Tell as-Senkereh)
- Ur (Tell al-Muqayyar)
- Kuara (Tell al-Lahm)
- Eridu (Tell Abu Shahrain)
- Tell Ubaid (Tell al-'Ubaid)
- Akšak
- Akad

### Zgornja Mezopotamija
(razvrščeni od severa proti jugu)
- Urfa
- Jama Šanidar
- Urkeš (Tell Mozan)
- Tell Leilan (Shekhna, Shubat-Enlil)
- Tell Arbid
- Haran
- Čagar Bazar
- Itabalhum
- Kahat (Tell Barri)
- Tell el Fakharija (Washukanni?)
- Hadatu
- Karkemiš (Djerabis)
- Til Barsip
- Tell Čuera
- Mumbakat (Tall Munbāqa, also Ekalte (Mumbaqat))
- Al-Ravda
- Nabada l Beydar)
- Nagar (Tell Brak)
- Telul eth-Thalathat
- Tepe Gavra
- Tell Arpachiyah (Tepe Reshwa)
- Šibaniba (Tell Billa)
- Tarbisu (Sherif Khan)
- Ninive (Ninua)
- Qatara ali Karana (Tell al-Rimah)
- Tell Hamoukar
- Dur-Šarukin (Horsabad)
- Tell Šemšara
- Arbil (Urbilim, Arba-Ilu)
- Tell Taya
- Tell Hassuna
- Balavat (Imgur-Enlil)
- Tell es-Sweyhat
- Nimrud (Kalhu)
- Emar (Tell Meskene)
- Qal'at Jarmo
- Arrapha
- Kar-Tukulti-Ninurta
- Ašur
- Šubat-Enlil
- Ekallatum
- Nuzi (Jorghan Tepe, Gasur)
- Tell al-Fakhar (Kuruhanni?)
- Terqa (Tell Ashara)
- Dura-Europos
- Mari (Tell Hariri)
- Haradum (Khirbet ed-Diniyeh)
- Tell es Sawwan
- Nerebtum or Kiti (Tell Iščali)
- Tell Agrab
- Dur-Kurigalzu (Aqar Quf)
- Šadupum (Tell Harmal)
- Selevkija
- Ktezifon (Taq Kisra)
- Zenobia (Halabiye)
- Zalabije
- Hatra

## Zagros in Elam
(razvrščeni od severa proti jugu)
- Hasanlu
- Takht-i-Suleiman
- Behistun
- Godin Tepe
- Avan
- Čogha Miš
- Tepe-Sialk
- Susa
- Kabnak (Haft Tepe)
- Dur Untaš (Chogha Zanbil)
- Šahr-i-Sokhte
- Pasargad
- Nakš-e Rostam
- Estakhr (Istakhr)
- Perzepolis (Persepolis)
- Tall-i Bakun
- Anšan (Tall-i Malyan or Tepe Malyan)
- Konar Sandal
- Šimaški (Kerman)
- Tepe Jahja
- Marhasi (Waraḫše, Marhaši, Marhashi, Parhasi, Barhasi)

## Anatolija
(razvrščeni od severa proti jugu)
- Milet
- Sfard (Sardeis)
- Nikeja
- Sapinuva
- Yazilikaya
- Alaca Höyük
- Maşat Höyük
- Ališar Hüyük
- Hatuša
- Ilios (Wilusa, Ilion, Troas, Troy)
- Kaneš (Nesa, Kültepe)
- Arslantepe (Malatya)
- Çayönü (Amed, Diyarbakir)
- Sam'al (Zincirli Höyük)
- Çatalhöyük
- Beycesultan
- Karatepe
- Tušhan (Ziyaret Tepe)
- Adana
- Tarsus
- Zephyrion (Mersin)
- Gözlükule
- Sultantepe
- Antalya (Antalya)

## Levant
(razvrščeno po abecedi)
- Aka (Acre)
- Admah
- Adoraim (Adora, Dura)
- Alalah (Alalakh)
- Alep
- Al-Sinnabra (Khirbat al-Karak, Bet Yerah)
- Aphek (Antipatris, Tell Afik)
- Arad Rabbah (Tel Arad)
- Arka (Arkat)
- Arwad (Tartus, Aradus, Arvad, Arphad, Ruad Island)
- Ašdod
- Aškelon
- Baalbek (Heliopolis)
- Batroun (Botrys)
- Beeršeba
- Beth Šean (Beth Šan)
- Bet Šemeš (house of Shamash)
- Bethani (onkraj Jordana)
- Bet-el
- Bezer
- Biblos (Gubla, Kepen)
- Capernaum
- Dan
- Damask (Dimasqu, Dimashq)
- Deir Alla (Pethor?)
- Dhiban (Dibon)
- Dor (D-jr, Dora)
- Ebla (Tell Mardikh)
- En Gedi (Tell Goren)
- Enfeh (Ampi)
- Ekron (Tel Miqne)
- Et-Tell (Ai?)
- Džeraš
- Gath
- Gaza
- Gezer
- Gibeah (Tell el-Ful?)
- Gilgal Refaim (Rujm el-Hiri)
- Gomorrah
- Hamath (Hama, Epiphania)
- Hazor
- Hebron
- Herodion (Herodium)
- Java
- Antični Jeriho (Tell es Sultan)
- Jeruzalem (Jebus)
- Jezreel
- Kabri (Rehov?)
- Kadesh Barnea
- Kadeš (Qadesh)
- Khirbet el-Qom
- Khirbet Qeiyafa (trdnjava Elah)
- Al-Karak (Kir of Moab)
- Kumidi (Kamid al lawz)
- Lačiš (Tell ed-Duweir)
- Megiddo
- Qatna (Tell Mishrifeh)
- Kumran
- Aman (Philadelphia)
- Samaria
- Sarepta
- Šaruhen (Tell el-Ajjul)
- Šilo
- Sidon
- Sodoma in Gomora
- Palmira (Palmira)
- Tall Zira'a
- Tell Balata (Šečem)
- Tell el-Hesi (Eglon?)
- Tell Kazel
- Tell Qarqur
- Tell Tveini
- Tirzah (Tell el-Farah North)
- Tir, Libanon (Tylos, Tyre)
- Ugarit (Ras Shamra)
- Umm el-Marra
- Zeboim
- Zemar (Sumura, Sumur)
- Zoara (Zoar, Bela)

## Arabski polotok
- Meka (Mecca, Bakkah)
- Barbar tempelj
- Dedan (Al-`Ula)
- Dibba Al-Hisn
- Dumat Al-Jandal (Dumah)
- Ḥaram
- Kaminahu (Kamna)
- Lihjan
- Qal'at al-Bahrain
- Qarnāvu (Kárna)
- Mada'in Saleh (Al-Hijr, el Hijr, and Hegra)
- Marib
- Ṣirvāḥ
- Tajma (Tema)
- Tell Abrak
- Ubar (Aram, Iram, Irum, Irem, Erum)
- Medina (Jathrib)

## Kerma (Doukki Gel)
- Jebel Barkal
- Napata
- Meroë
- Aksum (Axum)

## Afriški rog
- Adulis
- Keskese
- Matara
- Qohaito
- Sembel
- Jeha

## Stari Egipt
To je seznam starodavnih egiptovskih mest v celotnem Egiptu in Nubiji. Mesta so našteta po svojih klasičnih imenih kadar je to mogoče, če ne po svojih danesih imenih in nazadnje s svojim starodavnim imenom, če ni na voljo drugih.

### Nome
Noma je enota upravne delitve v starem Egiptu.

#### Zgornji Egipt
- Noma 1: dežela loka ali To Khentit: meja (Ta-Seti)
- Noma 2: Prestol Horusa
- Noma 3: podeželje (svetišče)
- Noma 4: žezlo
- Noma 5: dva sokola
- Noma 6: krokodil
- Noma 7: Sistrum
- Noma 8: velika dežela
- Noma 9: Minu (Min)
- Noma 10: kobra
- Noma 11: Set žival (Set)
- Noma 12: gora Viper
- Noma 13: zgornje šipkovo drevo (zgornji Sycamore in Viper)
- Noma 14spodnje šipkovo drevo (spodnji Sycamore in Viper)
- Noma 15: Hare
- Noma 16: Oriks
- Noma 17: črni pes (šakal)
- Noma 18: sokol z razprtimi krili (Nemti)
- Noma 19: ubogo žezlo (dve žezli)
- Noma 20: zgornji lovor (južni Sicamore)
- Noma 21: spodnji lovor (severni Sicamore)
- Noma 22: Nož

## Spodnji Egipt (Nilova Delta)
- Aleksandrija
  - Aleksandrijska knjižnica
  - Faros (svetilnik)
  - Pompejev steber
- Athribis (Danes: "Tell Atrib", Starodavno: "Hut-Heryib" ali "Hut-Tahery-Ibt")
- Avaris (Danes: "Tell el-Dab'a", Starodavno: "Pi-Ri'amsese")
- Behbeit el-Hagar
- Bilbeis
- Bubastis (Danes: "Tell Basta", Starodavno: "Bast")
- Busiris (Danes: "Abu Sir Bana")
- Buto (Danes: "Tell el-Fara'in", Starodavno: "Pe")
- Kairo (ali blizu Kaira)
  - Abu Ravaš
  - Nekropola v Gizi (Giza Plateau)
    - Keopsova piramida (Velika piramida)
    - Kefrenova piramida
    - Mikerinova piramida
    - Velika sfinga v Gizi

  - Heliopolis (Danes: "Tell-Hisn", Starodavno: "Iunu")
  - Letopolis (Danes: "Ausim", Starodavno: "Khem")
- Hermopolis Parva (Danes: "El-Baqliya" Starodavno: "Ba'h")
- Iseum (Danes: "Behbeit el-Hagar", Starodavno: "Hebyt")
- Kom el-Hisn (Starodavno: "Imu" or "Yamu")
- Leontopolis (Jahudija) (Danes: "Tell el-Yahudiya", Starodavno: "Nay-Ta-Hut")
- Leontopolis (Danes: "Tell el-Muqdam")
- Naukratis (Danes: "el-Gi'eif", "el-Niqrash","el-Nibeira")
- Nekropola v Memfisu (Memfis)
  - Abu Ghurab
  - Abusir (Busiris)
  - Dahšur
    - Nagnjena piramida
    - Črna piramida
    - Rdeča piramida
    - Bela piramida

  - Helvan
  - Mit Rahina
  - Sakara
    - Džoserjeva piramida

  - Zavjet el'Aryan
- Mendes (Danes: "Tell el-Rub'a", Starodavno: "'Anpet")
  - Tell Tebilla
- Qantir / El-Khata'na
- Sais (Danes: "Sa el-Hagar", Starodavno: "Zau")
- Saft el-Hinna (Starodavno: "Per-Sopdu")
- Sebenitos (Danes: "Samannud", Starodavno: "Tjebnutjer")
- Šagamba
- Suwa
- Taposiris Magna (Danes: "Abusir")
- Tanis (Danes: "San el-Hagar", Starodavno: "Djan'net")
- Tell el-Maskhuta (Starodavno: "Tjeku")
- Tell el-Rataba
- Tell el-Sahaba
- Tell Nabaša
- Tell Qua'
- Terenuthis (Danes: "Kom Abu Billo")
- Thmuis (Danes: "Tell el-Timai")
- Tura
- Xois (Danes: "Sakha")

## Srednji Egipt
Območju od Fajuma do Asyuta običajno rečeno Srednji Egipt.
- Akoris (Danes: "Tihna el-Gebel")
  - Fraser Tombs
- Ankironpolis (Danes: "el-Hiba", Starodavno: "Teudjoi")
- Antinopolis (Danes: "el-Sheikh 'Ibada")
- Deir el-Berša
- Deir el-Gabravi
- Dišaša
- Dja (Danes: "Medinet Madi" Starodavno: "Narmouthis")
- el-'Amarna (starodavno: "Akhetaten")
- el-Šejk Sa'id
- Fajum (Al Fajum)
  - Krokodilopolis (Helenistično: "Arsinoe")
  - el-Lahun
  - el-Lišt
  - Havara
  - Herakleopolis Magna (Danes: "Ihnasiyyah al-Madinah", Starodavno: "Henen-Nesut")
  - Kom Medinet Ghurab
  - Meidum
  - Sidment el-Gebel
  - Seila
  - Tarkhan
- Hermopolis Magna (Danes: "El Ashmunein", Starodavno: "Khmun")
- Hebenu (Danes: "Kom el-Ahmar")
  - Beni Hasan
  - Speos Artemidos (Danes: "Istabl 'Antar")
  - Zavjet el-Maijitin
- Hur (starodavno: "Herwer")
- Likopolis (Danes: "Asyut", Starodavno: "Zawty")
- Meir
- Oksirhinčus (Danes: "el-Bahnasa", Starodavno: "Per-Medjed")
- Šaruna
- Tuna el-Gebel

## Zgornji Egipt

### Severni zgornji Egipt
- Abidos, Egipt (Starodavno: "Abedju")
- Apollonopolis Parva (Danes: "Qus", Starodavno: "Gesa" ali "Gesy")
- Antaeopolis (Danes: "Qaw el-Kebir", Starodavno: "Tjebu" or "Djew-Qa")
- Athribis (Danes: "Wannina", Starodavno: "Hut-Repyt")
- Beit Khallaf
- Tentiris (Danes: "Dendera", Starodavno: "Iunet" ali "Tantere")
  - Tempelj Hator
- Diospolis Parva (Danes: "Hiw", Starodavno: "Hut-Sekhem")
- el-Havaviš
- el-Salamuni
- Akhmim ali Panopolis (Danes: "Akhmin", Starodavno: "Ipu" ali "Khent-Min")
- Gebel el-Haridi
- Khenoboskion (Danes: "el-Qasr", "el-Saiyad")
- Koptos (Danes: "Qift", Starodavno: "Gebtu")
- Naga ed-Der
- Nag' el-Madamud (Starodavno: "Mabu")
- Ombos (Naqada) (Danes: "Naqada", Starodavno: "Nubt")
- Šanhûr

### Južni zgornji Egipt
- Afroditopolis (Danes: "Gebelein", Starodavno: "Per-Hathor")
- Apollinopolis Magna (Danes: "Edfu", Starodavno: "Djeba, Mesen")
- Asuan
  - Otok Agilkia
  - Elefantina
  - Nova Kalabša
  - File
- el-Mo'alla (Starodavno: "Hefat")
- Eileithiiaspolis (Danes: "el-Kab", Starodavno: "Nekheb")
- Gebel el-Silsila (Starodavno: "Kheny")
- Hermonthis (Danes: "Armant", Starodavno: "Iuny")
- Hierakonpolis (Danes: "Kom el-Ahmar", Starodavno: "Nekhen")
- Kom Ombo
- Esna/Latopolis (Starodavno: "Iunyt, Senet, Tasenet")
- Medamud
- Tebe (Danes: "Luksor", Starodavno: "Niwt-rst" or "Waset")
  - Deir el-Medina
  - Deir el-Bahari
  - el-Malqata
  - Karnak (Starodavno: "Ipet-Isut")
  - Luksor (Starodavno: "Ipet-Resyt")
  - Medinet Habu
  - Pogrebni tempelj Amenhotepa III.
  - Pogrebni tempelj Merneptaha
  - Pogrebni tempelj Ramzesa IV.
  - Pogrebni tempelj Tutmozisa IV.
  - Pogrebni tempelj Tutmozisa III.
  - Qasr el-'Aguz
  - Qurna
    - Pogrebni tempelj Setija I.

  - Aristokratske grobnice, Egipt
  - Ramesseum (Grobni tempelj Ramzesa II.)
  - Dolina kraljev (Danes: "Wadi el-Muluk")
  - Dolina kraljic (Danes: "Biban el-Harim")
- Tufium (Danes: "Tod", Starodavno: "Djerty")

## Spodnja Nubija
- Amada
- Abu Simbel
- Contra Pselchis (Danes: "Quban",  Ancient: "Baki")
- Debod
- el-Lessiya
- Mi'am (Danes: "'Aniba")
- Primis (Danes: "Qasr Ibrim")
- Pselchis (Danes: "el-Dakka", Ancient: "Pselqet")
  - Tempelj Dakka
- Talmis (Danes: "Kalabsha")
  - Beit el-Wali
  - Temple of Derr
  - Gerf Hussein
- Qasr Ibrim
- Wadi es-Sebua
- Tafis (Danes: "Tafa")
- Tutzis (Danes: "Dendur")
- Tzitzis (Danes: "Qertassi")

## Zgornja Nubija
- 'Amara vzhod
- 'Amara zahod [2]
- Abahuda (Abu Oda)
- Aksha (zahodna Serra)
- Otok Askut
- Buhen
- Dabenarti
- Dibeira vzhod
- Otok Dorginarti
- Dibeira zahod
- Faras
- Gebel el-Shams
- Gebel Barkal
- Kor
- Kumma
- Otok Meinarti
- Qustul
- Semna
- Semna jug
- Serra vzhod
- Shalfak
- Otok Uroarti

## Oaze in obale Mediterana
- Oaza Siva
  - Aghurmi
  - el-Zeitun
  - Gebel el-Mawta
  - Qaret el-Musabberin
  - Umm el-'Ebeida
- Oaza Bahriya
  - el-Qasr
  - el-Bawiti
  - el-Hayz
- Farafra Oasis
  - 'Ain el-Wadi
  - el-Qasr
- Oaza Dakhla, Egipt
  - Amheida
  - Balat
  - Deir el-Hager
  - el-Qasr
  - Kellis (Danes: "Ismant el-Kharab")
  - Mut el-Kharab
  - Qaret el-Muzawwaqa
- el-Kharga Oasis
  - Baris
  - Gebel el-Teir
  - Hibis
  - Kysis (Danes: "Dush")
  - Nadurs
  - Qasr el-Ghueida
  - Qasr Zaiyan
- Mediteranska obala
  - Zawiyet Umm el-Rakham

## Sinaj
- Akaba
- Arsinoe
- Eilat (Elath)
- Kuntillet Ajrud
- Pelusium (Sin)
- Rud el-'Air
- Serabit el-Khadim
- Tell Kedva
- Wadi Maghareh

## Vzhodna puščava
- Wadi Hammamat